# منجم مسرة
منجم مسرة، أحد مناجم شركة التعدين العربية السعودية. يقع على بعد 67 كم تقريباً شرق محافظة ظلم في منطقة مكة المكرمة، ويتألف من مكمنين مستقلين ومتجاورين يحتويان أكسيد الذهب في الطبقات العليا، ويدنوها معادن الكبريتيدات الحاملة للذهب.